# Eudendrium novazealandiae
Eudendrium novazealandiae är en nässeldjursart som beskrevs av Marktanner-Turneretscher 1890. Eudendrium novazealandiae ingår i släktet Eudendrium och familjen Eudendriidae. Inga underarter finns listade i Catalogue of Life.